# شینگان
شینگان (به لاتین: Shingan) یک منطقهٔ مسکونی در افغانستان است که در ولایت بدخشان واقع شده‌است.